# Steep Falls
Steep Falls es un lugar designado por el censo ubicado en el condado de Cumberland en el estado estadounidense de Maine. En el Censo de 2010 tenía una población de 1.139 habitantes y una densidad poblacional de 43,13 personas por km².

## Geografía
Steep Falls se encuentra ubicado en las coordenadas 43°47′28″N 70°36′50″O / 43.79111, -70.61389. Según la Oficina del Censo de los Estados Unidos, Steep Falls tiene una superficie total de 26.41 km², de la cual 25.99 km² corresponden a tierra firme y (1.59%) 0.42 km² es agua.

## Demografía
Según el censo de 2010, había 1.139 personas residiendo en Steep Falls. La densidad de población era de 43,13 hab./km². De los 1.139 habitantes, Steep Falls estaba compuesto por el 97.45% blancos, el 0.26% eran afroamericanos, el 0.18% eran amerindios, el 0.7% eran asiáticos, el 0.09% eran isleños del Pacífico, el 0.18% eran de otras razas y el 1.14% pertenecían a dos o más razas. Del total de la población el 0.61% eran hispanos o latinos de cualquier raza.